# Cherax
Cherax Erichson, 1846 è un genere di crostacei decapodi acquatici appartenenti alla famiglia Parastacidae che ha il suo areale nel solo emisfero meridionale.
Attualmente, assieme a Euastacus, è anche il più grande genere di gamberi dell'emisfero meridionale. I suoi membri sono stati rintracciati nei laghi, fiumi e ruscelli principalmente in Australia e Nuova Guinea. In Australia le molte specie di Cherax presenti sono popolarmente chiamate, in inglese, yabby e di queste quella più comune e maggiormente distribuita sul territorio è la Common yabby (Cherax destructor).

## Tassonomia

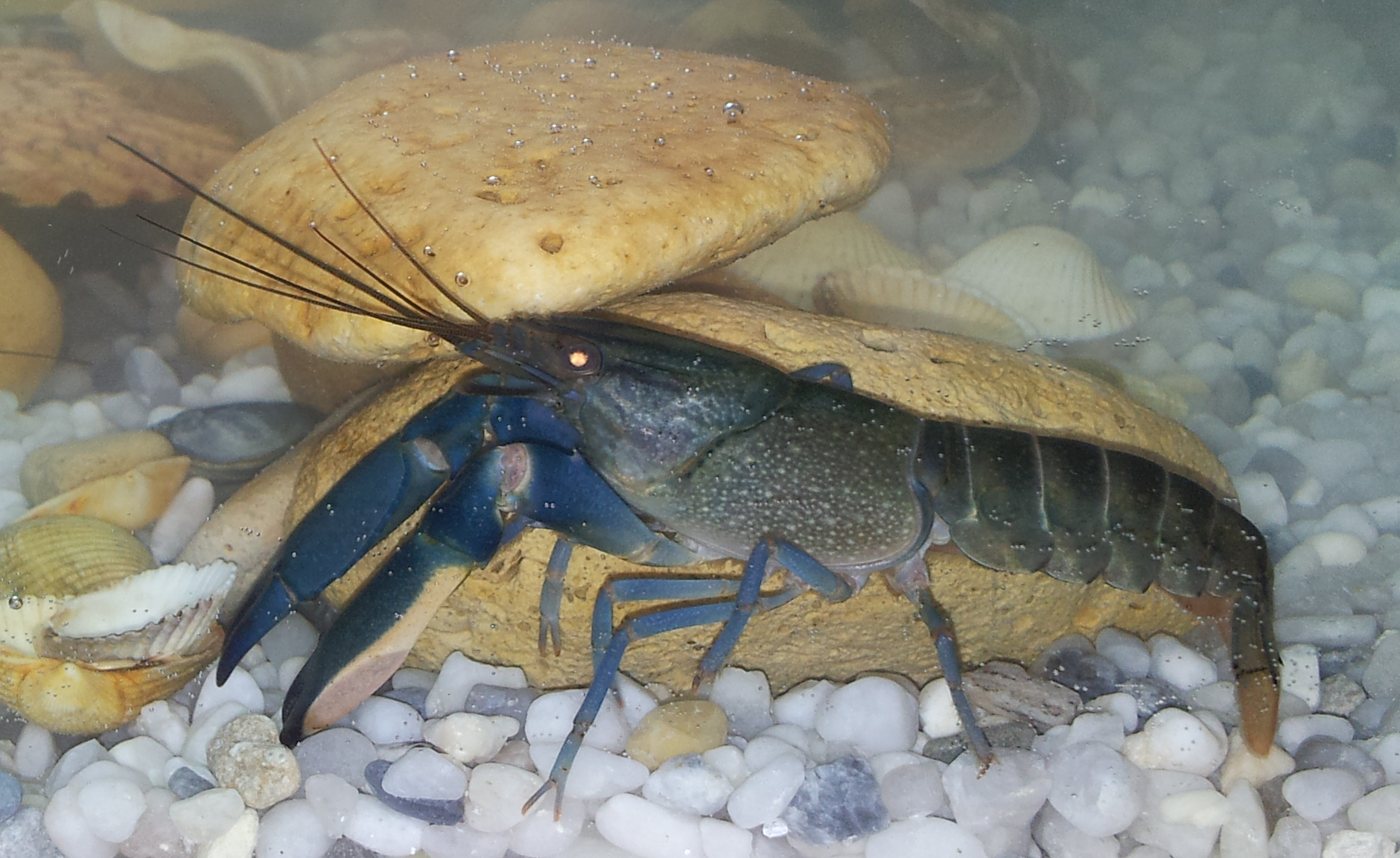
Cherax boesemani

Il genere Cherax è composto da 52 specie:
- Cherax albertisii
- Cherax albidus
- Cherax angustus
- Cherax aruanus
- Cherax austini
- Cherax barretti
- Cherax bicarinatus
- Cherax boesemani
- Cherax boschmai
- Cherax buitendijkae
- Cherax cainii
- Cherax cairnsensis
- Cherax cartalacoolah
- Cherax cid
- Cherax communis
- Cherax crassimanus
- Cherax cuspidatus
- Cherax davisi
- Cherax depressus
- Cherax destructor
- Cherax dispar
- Cherax esculus
- Cherax glaber
- Cherax glabrimanus
- Cherax gladstonensis
- Cherax holthuisi

- Cherax leckii
- Cherax longipes
- Cherax lorentzi
- Cherax misolicus
- Cherax monticola
- Cherax murido
- Cherax neocarinatus
- Cherax neopunctatus
- Cherax nucifraga
- Cherax pallidus
- Cherax paniaicus
- Cherax papuanus
- Cherax parvus
- Cherax peknyi
- Cherax plebejus
- Cherax preissii
- Cherax punctatus
- Cherax quadricarinatus
- Cherax quinquecarinatus
- Cherax rhynchotus
- Cherax robustus
- Cherax rotundus
- Cherax solus
- Cherax tenuimanus
- Cherax urospinosus
- Cherax wasselli

### Pubblicazioni
- (EN) D. H. N. Munasinghe, C. P. Burridge e C. M. Austin, The systematics of freshwater crayfish of the genus Cherax Erichson (Decapoda: Parastacidae) in eastern Australia re-examined using nucleotide sequences from 12S rRNA and 16S rRNA genes (PDF), in Invertebrate Systematics, vol. 18, 2ª ed., 2004, DOI:10.1071/IS03012 (archiviato dall'url originale l'8 giugno 2011).